# إدمان الطعام

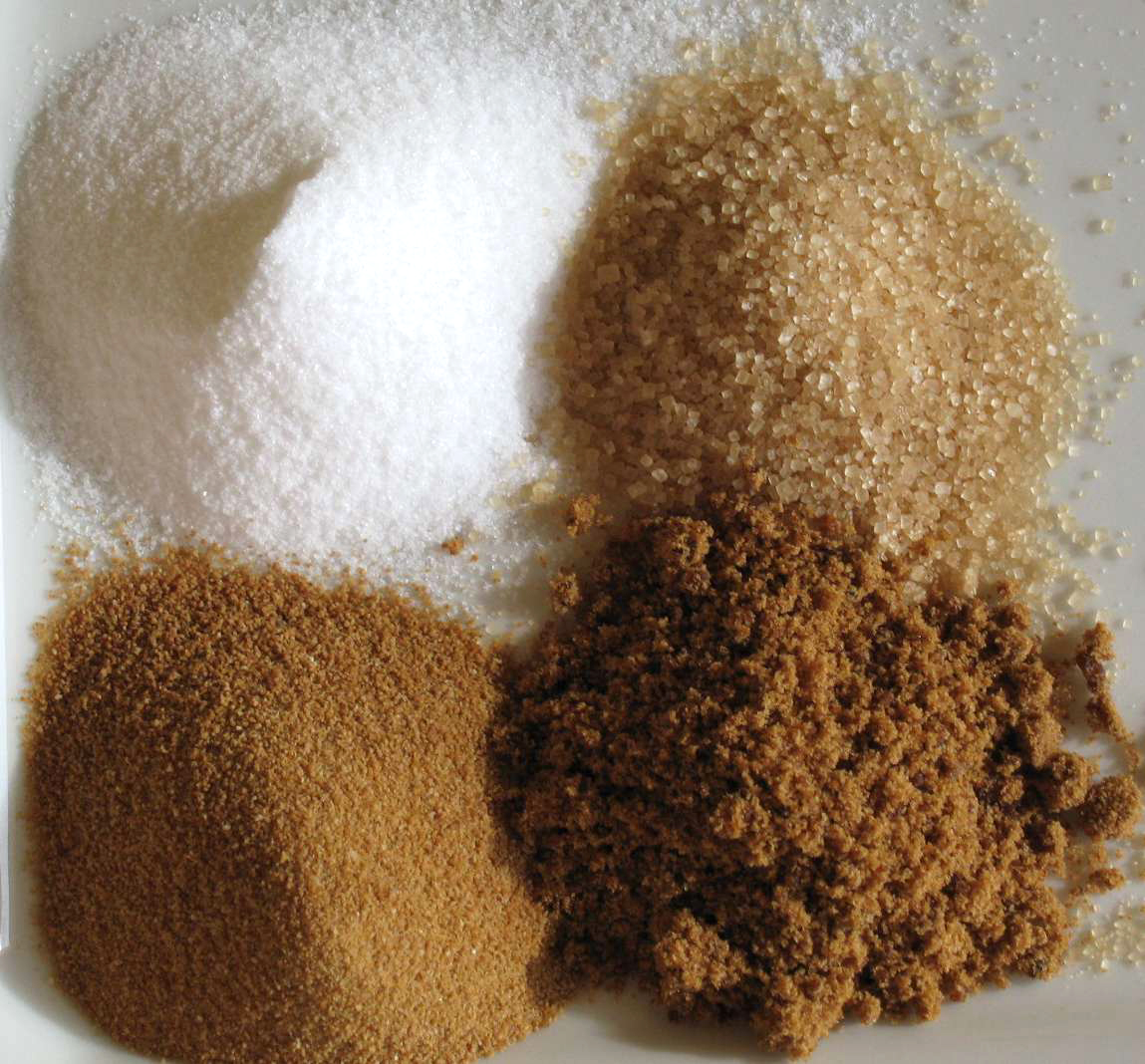

إدمان الطعام (بالإنجليزية: Food addiction) أو إدمان الأكل (بالإنجليزية: Eating addiction)، هو إدمان سلوكي عن طريق الاستهلاك القهري للطعام اللذيذ (مثل الدهون العالية والسكر العالي) الذي ينشط بشكل ملحوظ نظام المكافأة لدى البشر والحيوانات الأخرى على الرغم من العواقب الضارة.
وقد لوحظ أيضا الاعتماد النفسي مع حدوث أعراض الانسحاب عند توقف استهلاك هذه الأطعمة عن طريق استبدال الأطعمة منخفضة في السكر والدهون.لأن هذا السلوك الإدماني ليس بيولوجيًا، لا يمكن للمرء تطوير سمة ترمز إلى اضطراب في الأكل، لذلك يتعامل المحترفون مع هذا من خلال تقديم العلاج السلوكي وعن طريق طرح سلسلة من الأسئلة تسمى استبيان YFAS ، وهي معايير تشخيصية تعتمد على الجوهر.
أظهر كل من السكريات والأطعمة الغنية بالدهون أنها تزيد من التعبير عن ΔFOSB ، وهو مؤشر حيوي للإدمان، في الخلايا العصبية المتوسطة الشوكية المتوسطة من النواة المتكئة من النمط D1 ، ومع ذلك، لا يوجد سوى القليل من الأبحاث على اللدونة المشبكية من استهلاك الغذاء القهري، الظاهرة التي من المعروف أن سببها overFosB أي خاص بتحديد فرط التعبير لدى الإنسان